# Voetbalbond voor het hertogdom Braunschweig
De voetbalbond voor het hertogdom Brunswijk (Duits: Fußballbund für das Herzogtum Braunschweig) was een regionale voetbalbond uit de stad Braunschweig (Brunswijk) en omgeving.

## Geschiedenis
De bond werd op 7 mei 1904 opgericht door de volgende vijf clubs: FuCC Eintracht 1895 Braunschweig, FC Viktoria 1900 Braunschweig, FC Einigkeit Braunschweig, FC Fortuna 1901 Wolfenbüttel en FV 1902 Helmstedt. De bond organiseerde drie seizoenen lang een competitie. Daarna ging de bond officieel op in de Noord-Duitse voetbalbond.

## Overzicht

### Seizoen 1904/05
- 1. Klasse: FuCC Eintracht 1895 Braunschweig
- 2. Klasse: FuCC Eintracht 1895 Braunschweig III

### Seizoen 1905/06
- 1. Klasse: FuCC Eintracht 1895 Braunschweig
- 2. Klasse: onbekend

### Seizoen 1906/07
- 1. Klasse: FuCC Eintracht 1895 Braunschweig
- 2. Klasse: FC Merkur 1904 Peine II

### Seizoen 1918/19
- 1. Klasse: VfB 04 Braunschweig
- 2. Klasse: onbekend